# مغالطة الجهل المنيع
مغالطة الجهل المنيع، هي مغالطة استنتاجية يتم تداولها عندما يرفض الشخص المعني تصديق الحجّة، ويتجاهل كل الأدلّة المقدّمة. هذا الأمر ليس تكتيكاً خاطئاً في النقاش بقدر ما هو رفض للنقاش بكل ما تعنيه الكلمة من معنى، تستند هذه المغالطة إلى تقديم التأكيدات بدون أي اعتبار للاعتراضات أو رفض الاعتراضات واعتبارها مجرد تخمينات أو أعذار أو حتى القول بأن هذه الاعتراضات لا تثبت أي شيء؛ كل ذلك بدون إثبات فعليّاً مدى توافق الاعتراض مع العبارات المطروحة.

## التاريخ
إن مصطلح «الجهل المنيع» له جذور في اللاهوت الكاثوليكي، فعلى عكس مصطلح «الجهل الخفي» يستخدم مصطلح «الجهل المنيع» للإشارة إلى حالة الأشخاص (كالوثنيين والرضّع) الذين يجهلون الرسالة المسيحية بسبب عدم سماعهم لهذه الرسالة بعد.
يبدو أن البابا بيوس التاسع هو أول من استعمل هذا المصطلح ضمن خطاب رسمي في 9 كانون الأول 1854، وفي رسالة موجهة للكنائس في منطقة محددة تابعة للكنيسة الرومانية في 17 آذار 1856، وفي منشور في 10 آب 1863. ومع ذلك المصطلح أقدم بكثير من ذلك، على سبيل المثال، استعمل توما الأكويني هذا المصطلح في كتابه «الخلاصة اللاهوتية» (الذي كتب بين عامي 1265-1274)، ويمكن العثور على مناقشة للمفهوم في زمن يعود إلى أوريغانوس (القرن الثالث).
لايزال غير واضح بعد كيف ومتى تم أخذ المصطلح من قبل المنطقيين للإشارة إلى الحالة المختلفة تماماً للأشخاص لذين يرفضون عمداً الأدلة المطروحة؛ ولكن أحد استخداماته الأولى كان في كتاب «مغالطة: زيف الحجة» الذي كتبه كل من دبليو. وارد فيرنسايد وويليام بي. هولثير في عام 1959.